# José Luis Cano García de la Torre
José Luis Cano García de la Torre (Algesires, província de Cadis, 28 de desembre de 1912 - Madrid, 15 de febrer de 1999) fou un poeta i crític literari espanyol.
Se'l considera un dels millors coneixedors de la poesia de la Generació del 27 i de la Generació del 36, de la qual es va erigir en valedor en una època difícil per a la cultura, com va ser la que va seguir la Guerra Civil espanyola. José Luis Cano va viure al Madrid de la República, i allí va conèixer Cernuda, Aleixandre o Neruda. Després del conflicte, Cano estudia l'obra d'Aleixandre, i publica el seu diari, Los cuadernos de Velintonia. Va escriure les biografies de Federico García Lorca (1962) i Antonio Machado (1975).
El 1946 fou un dels fundadors, i alhora secretari i crític literari de la revista Insula, des d'on divulgà la poesia de la Generació del 27, i de 1983 a 1987 en fou el director. El 1985 va rebre la Creu de Sant Jordi de la Generalitat de Catalunya.

## Obres

### Poesia
- Otoño en Málaga y otros poemas (1955)
- Luz del tiempo (1963)
- Poesía 1942-1962 (1964)

### Crítica literària
- Poesía española del siglo XX (1960)
- La poesía de la generación del 27 (1970)
- Heterodoxos y prerrománticos (1975)
- Federico García Lorca (1962)
- Antonio Machado (1976)
- Vicente Aleixandre (1977)